# 血蓝蛋白
血蓝蛋白（英語：Hemocyanin，又稱血青素、血藍素、銅藍蛋白）是一種與呼吸作用有關的蛋白質。這種蛋白質利用兩個銅原子（Cu）與一個氧分子（O2）連結，因為形成氧化態後會形成Cu2+，所以是藍色；在還原態時則因為形成（Cu+）而成為無色。與存在於紅細胞中的血紅蛋白不同，血藍蛋白不附著于細胞，直接懸浮在血淋巴内。軟體動物與部分的節肢動物以血蓝蛋白來輸送氧氣。同樣具有類似功能的蛋白質有血紅蛋白，適用於生物低溫攜氧，在高溫情況下攜氧效果低。
大部份軟體動物（包括頭足綱及腹足綱），以及像鱟之類的節肢動物，血液是藍色的，其中含有含銅的血藍蛋白，濃度為每公升50克。在缺氧時血藍蛋白是無色的，在含氧時則為深藍色。軟體動物一般生活在寒冷且低氧的環境中，血藍蛋白呈灰白至淺黃色，當血藍蛋白接觸到空氣中的氧氣時會變成深藍色，這是因為血藍蛋白在空氣中被氧化的結果。血藍蛋白在細胞外液中輸送氧氣，和哺乳類紅血球中的血紅蛋白的原理不同。

## 外部連結
- 3D hemocyanin structures in the EM Data Bank(EMDB) （页面存档备份，存于）